# Marian Sworzeń
Marian Sworzeń (ur. 1954 w Katowicach) – polski prawnik, prozaik, dramaturg i publicysta.
Absolwent Wydziału Prawa i Administracji Uniwersytetu Śląskiego w Katowicach. Redaktor pisma literackiego Arkadia. Członek Polskiego PEN Clubu. Autor słuchowisk radiowych, sztuk teatralnych i powieści. Laureat Nagrody Literackiej Gdynia 2012 w kategorii eseistyka za książkę Opis krainy Gog. Nominowany do Nagrody Literackiej Gdynia 2018 za Czarną ikonę – Biełomor. Kanał Białomorski – dzieje, ludzie, słowa.

## Wybrane książki
- Prywatny dziennik ustaw (Radzionkowskie Towarzystwo Społeczno-Kulturalne, Radzionków 2004) – zebrane artykuły publicystyczne
- Niepoprawni. Śpiewnik prozą (Instytut Mikołowski, Mikołów 2006) – powieść
- Melancholia w Faustheim. Powieść o rewolucji w Monachium (Wydawnictwo Naukowe Śląsk, Katowice 2008) – powieść
- Opis krainy Gog (Towarzystwo Więź, Warszawa 2011) – esej
- Czarna ikona – Biełomor. Kanał Białomorski – dzieje, ludzie, słowa (Wydawnictwo Sic!, Warszawa 2017) – esej

## Sztuki teatralne
- Spod złotej gilotyny – premiera: Teatr Polskiego Radia, 1996 (w obsadzie m.in. Bronisław Pawlik, Jerzy Bończak, Marian Opania)
- Inny mit – premiera: Teatr Polskiego Radia, 2004 (w obsadzie m.in. Jolanta Żółkowska, Piotr Adamczyk)
- Wszystko będzie dobrze – premiera: Teatr Polskiego Radia (w obsadzie m.in. Andrzej Ferenc, Krzysztof Gosztyła)
- Kamienica w Samarze – premiera: Teatr Polskiego Radia 2005 (w obsadzie m.in. Krzysztof Tyniec, Jan Prochyra)
- Czaadajew – premiera: Teatr Polskiego Radia, 2007 (w obsadzie m.in. Mariusz Benoit, Maria Pakulnis, Krzysztof Kowalewski)
- Sursum corda – premiera: Teatr Polskiego Radia, 2010 (w obsadzie m.in. Marcin Troński, Mirosław Konarowski)[3]